# Idom Sogn
Idom Sogn var et sogn i Holstebro Provsti (Viborg Stift). 1. januar 2020 blev Idom Sogn lagt sammen med Råsted Sogn i Idom-Råsted Sogn.
I 1800-tallet var Idom Sogn et selvstændigt pastorat. Det hørte til Ulfborg Herred i Ringkøbing Amt. Idom sognekommune blev ved kommunalreformen i 1970 indlemmet i Holstebro Kommune.
I Idom Sogn ligger Idom Kirke.
I sognet findes følgende autoriserede stednavne:
- Burlund (bebyggelse, ejerlav)
- Estrup (bebyggelse)
- Estrup Plantage (areal)
- Fladmose (bebyggelse)
- Hestbjerg Plantage (areal)
- Idom Kirkeby (bebyggelse)
- Idomlund (bebyggelse)
- Nagstrup (bebyggelse)
- Nygård (bebyggelse)
- Ormstrup (bebyggelse)
- Røgelhede (bebyggelse)
- Sig (bebyggelse)
- Strovstrup (bebyggelse)
- Vester Bakhuse (bebyggelse)
- Øster Bakhuse (bebyggelse)